# Мумі і велика повінь
Маленькі тролі і велика повінь (швед. Småtrollen och den stora översvämningen) ― перша з книг Мумі, написана Туве Янссон. Янссон хотіла написати казку про маленьку істоту.
Персонаж Мумі-троля раніше з’являвся як візитна картка в мультфільмах, які Янссон робила для журналу Garm. Шведський оригінал книги вийшов у 1945 році. У наступні роки Янссон написала та проілюструвала кілька книг Мумі, які здобули велику популярність як у Фінляндії, так і за кордоном. Однак Маленькі тролі і велика повінь були опубліковані фінською мовою лише в 1991 році.
У передмові Янссон розповідає, що її інші роботи призупинилися в 1939 році, під час Другої світової війни, і вона відчувала себе «абсолютно марною». Вона зайнялася книгою, щоб відволіктися, а потім забула про неї до 1945 року.

## Сюжет
У книзі Мумі-троль та його мати Мумі-мамма шукають Мумі-тата, який зі своєю сім'єю пішов у авантюру і сам опиняється в різних пригодах. Спочатку вони здійснюють пригоди в темному лісі і знаходять маленьку істоту Ніпсу. Тоді вони стикаються з великою змією, від якої, втім, вони рятуються. Незабаром із квітки, яка освітлювала їм шлях, виходить людина на ім’я Тюльпан. Вони продовжують свою подорож і, сидячи біля багаття, споглядаючи Мумі-тата, стикаються зі старим лордом, який керує ними. Після цього вони піднімаються великими сходами у світлий світ, побудований із солодощів. Там вони їдять багато солодощів і вирушають на великих гірках через гори. Після цього вони відпочивають і купаються на пляжі, де натрапляють на розлюченого мурашиного лева, який починає затягувати Муміммамму в яму. Виживши, вони вирушили продовжувати подорож на човні з капелюшними пастками, але в морі сильна буря. Під час подорожі також піднімається велика повінь, в якій Мумі-тато також потрапляє в біду. Вони чують це у вежі рудоволосого хлопчика, де вони їдять обліпиху, а Тюльпан там залишається. Хлопчик розповідає, що табакерки, чайки, маленькі дрохви, гемули, великі тварини, равлики та морські коти відвідували його, хоча перша поява Ніскуна, Табакерського равлика та Гемула є лише в наступній книзі (Мумі-троль та Хвіст-зірка). Вони йдуть із потопом у кріслі, що належить гемулу. Тоді Мумі-тролль знаходить окуляри господаря марабу, і той веде їх до Мумі-тата. Увечері вони сидять біля багаття з багатьма іншими. Зрештою Мумі і Ніпсу переїжджають у Долину Мумі в Будинок Мумі, побудований Мумімпа, який є круглим, має баштовий дах, має чотири кімнати та кухню. Будинок Мумі поплив із потопом у маленьку красиву долину.